# 3.5교시
《3.5교시》는 2022년에 개봉한 대한민국의 영화이다.

## 캐스팅
- 조아 : 백아진 역
- 임지섭 : 강다원 역
- 김우진 : 이한익 역

- 송영규 : 한제문 역
- 강별 : 최선주 역
- 권고은 : 임소라 역
- 김정욱 : 한지훈 역
- 이푸름 : 이다희 역
- 조서윤 : 조수현 역
- 박시윤 : 박정배 역
- 이주미 : 이주미 선생 역
- 김지윤 : 오지윤 선생 역
- 라종호 : 라종호 선생 역

- 강예진 : 강예진 역
- 김회창 : 김회창 역
- 길경식 : 길경식 역
- 도휘빈 : 도휘빈 역
- 박상우 : 박상우 역
- 박형준 : 박형준 역
- 배우혁 : 배우혁 역
- 안채연 : 안채연 역
- 이찬희 : 이찬희 역
- 정혜민 : 정혜민 역
- 정혜윤 : 정혜윤 역
- 전규원 : 전규원 역
- 최서호 : 최서호 역
- 한서영 : 한서영 역
- 김지윤 : 김지윤 역
- 김정윤 : 김정윤 역
- 박소언 : 박소언 역
- 신수경 : 신수경 역
- 윤한별 : 윤한별 역
- 임운화 : 임운화 역
- 김규범 : 김규범 역
- 김성경 : 김성경 역
- 김성하 : 김성하 역
- 성가인 : 성가인 역
- 오정연 (특별출연)